# Le Mystère de la troisième planète
Pour plus de détails, voir Fiche technique et Distribution.
Le Mystère de la troisième planète (Тайна третьей планеты, Taïna treteï planety) est un long métrage d'animation soviétique réalisé par Roman Katchanov, sorti en 1981. C'est une adaptation du récit de Kir Boulytchev Le voyage d'Alice (une autre version du titre est Alice et les trois capitaines) de la série Les aventures d'Alice.

## Synopsis
Le 2 juin 2181, Alice, son père, le professeur Newton et le capitaine Jones se lancent dans une expédition spatiale à la recherche d'animaux rares pour le zoo de Moscou. Ils visitent de nombreuses planètes et trouvent de nombreuses créatures intéressantes, comme une vache volante et un oiseau bavard, et sont accidentellement impliqués dans une conspiration de pirates de l'espace.

## Fiche technique
- Titre original : Тайна третьей планеты, Taïna treteï planety
- Titre français : Le Mystère de la troisième planète
- Réalisation : Roman Katchanov
- Scénario : Kir Boulitchev, d'après le roman Le Voyage d'Alice de lui-même
- Musique : Alexandre Zatsepine
- Photographie : Teodor Bunimovich et Svetlana Kashcheeva
- Montage : Nadezhda Treshchyova et Olga Vasilenko
- Société de production : Soyuzmultfilm Studio
- Pays d'origine :  Union soviétique
- Format : Couleurs
- Genre : Aventure, science-fiction, fantasy
- Langue : russe
- Durée : 48 minutes
- Dates de sortie :
  -  Union soviétique : 1981
  -  France : 22 décembre 1982

## Distribution
- Olga Gromova (VF : Kelly Marot) : Alice
- Vsevolod Larionov (VF : Smaïn) : Professeur Newton dans la version originale Professeur Seleznev
- Yuriy Volyntsev (VF : Patrick Laplace) : Capitaine Jones dans la version originale Capitaine Zeliony
- Vassili Livanov (VF : Mario Pecqueur et Maurice Sarfati sur certaines répliques) : Grambo
- Vsevolod Larionov (VF : Mario Pecqueur) : Peter
- Pyotr Vishnyakov (VF : Alain Flick) : Dr Sputnik
- Grigoriy Shpigel (VF : Patrice Dozier) : Carolus Cristobal Porcelet
- Yuri Andreev (VF : Alain Flick) : Capitaine McKay
- Vladimir Droujnikov (VF : Patrice Dozier) : Capitaine Kim
- Vladimir Kenigson (VF : Alain Flick) : le robot de la planète Mechanica

## Autour du film
Autour de l'année 2000, un second doublage français est effectué à partir de la version américaine distribuée en 1995 par Film by Jove. Ce second doublage est mis en vente en 2002, en DVD, sous le titre Alice et le mystère de la troisième planète aux éditions WE Productions / M6 Vidéo.